# Hans Günter Gassen

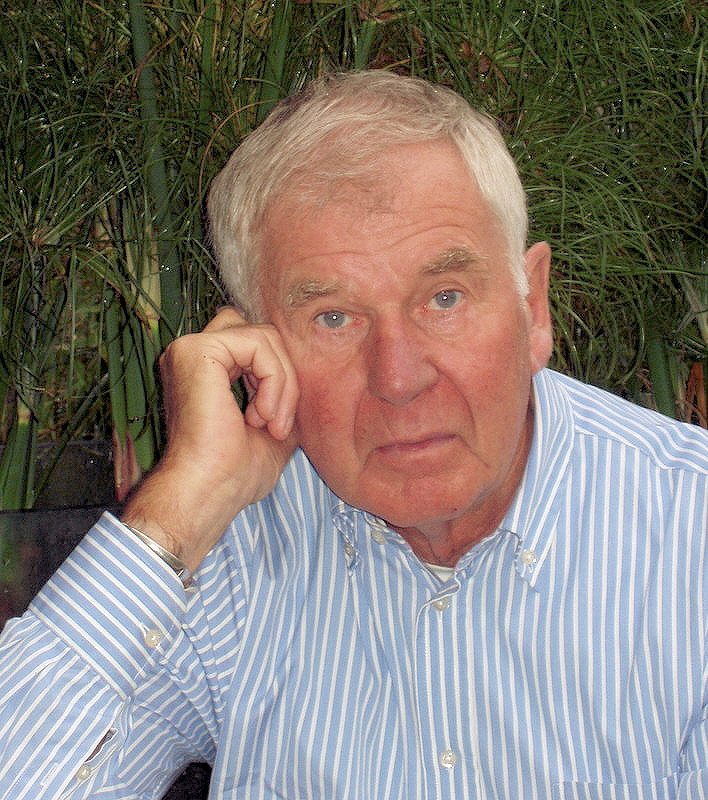
Hans Günter Gassen

Hans Günter Gassen (* 11. April 1938 in Nieder-Weisel; † 26. Mai 2024) war ein deutscher Biochemiker. Er war von 1973 bis zum 31. März 2004 Hochschullehrer an der Technischen Universität Darmstadt. Seine Fachgebiete waren die Biochemie und die Biotechnologie. Seit 2004 war er emeritiert.

## Leben
Hans Günter Gassen begann sein Chemiestudium 1958 an der Philipps-Universität in Marburg und schloss es 1963 als Diplom-Chemiker ab. Von 1963 bis 1965 experimentierte er für seine Dissertation bei Herbert Witzel über ein proteinchemisches Thema. Der Titel seiner Dissertation lautet: „Die Funktion der Pyrimidinbase bei der Ribonuclease-Reaktion“. Der einjährigen Post-Doktoranden-Zeit im Labor von Herbert Witzel in Marburg folgte von 1967 bis 1969 ein von der Max Kade Foundation finanzierter Forschungsaufenthalt bei Waldo E. Cohn am Oak Ridge National Laboratory in Oak Ridge (Tennessee), USA. Arbeitsschwerpunkt war die Sequenzierung der Phenylalanin-tRNA aus Escherichia coli.
Ab 1969 arbeitete Gassen als Wissenschaftlicher Assistent bei Heinrich Matthaei am Max-Planck-Institut für experimentelle Medizin in Göttingen über die bakterielle Proteinbiosynthese. Diese Forschung setzte er ab 1972 als Leiter einer Arbeitsgruppe am Institut für Biochemie der Westfälischen Wilhelms-Universität in Münster fort. 1972 habilitierte sich Gassen dort für das Fach Biochemie, erhielt die Venia Legendi für dieses Fach und wurde zum Dozenten ernannt. Die Berufung auf eine H4-Professur an den Fachbereich Chemie, Fachgebiet Biochemie der Technischen Hochschule Darmstadt, erfolgte im Jahr 1973. Ab dann konzentrierte sich Gassen auf die Entwicklung des neu gegründeten Fachgebiets zu einem international anerkannten Zentrum für Biochemie und Biotechnologie mit zuletzt ca. 130 Beschäftigten.

## Forschung und weitere Tätigkeiten
Forschungsthemen von Hans Günter Gassen waren insbesondere die Mechanismen der Gen-gesteuerten Proteinsynthese, die gentechnische Produktion von Arzneistoffen und – seit 2000 – Mechanismen des Stofftransports über die Blut-Hirn-Schranke.
1974 wurde Gassen das erste Patent zur Herstellung der 1-Acetyl-2.3.5-benzoyl-D-ribose erteilt. Durch DFG und BMBF wurden ferner Forschungen auf dem Gebiet der synthetischen Nukleinsäure-Chemie gefördert. Von 1986 bis 1992 war er Leiter des Forschungsverbunds „Angewandte Gentechnik“, in Zusammenarbeit mit den Firmen Grünenthal, Merck und Röhm.
Von 1986 bis 1987 war Gassen Dekan des Fachbereichs Chemie und von 1992 bis 1998 Vorsitzender der Fachgruppe Biochemie der Gesellschaft Deutscher Chemiker. Von 1998 bis 2005 war er Beauftragter für Biotechnologie der Hessischen Landesregierung. 1993 gehörte er zu den Gründern des Biotechnologie-Unternehmens B.R.A.I.N., später zu den Mitbegründern der Firmen genius – wissenschaft und kommunikation (1998), N-Zyme BioTec (1999), Esplora (2000) und Zedira (2007).
Gassen war Mitgründer und bis 2008 Herausgeber der monatlichen Zeitschrift Biotechnology Journal für den Verlag Wiley-VCh.

## Ehrenamtliche Funktionen
Hans Günter Gassen war unter anderem Mitglied der Forschungs- und Ethikkommission der Bundes-CDU, Mitglied des Biotechnologie-Beirats bei der Konrad-Adenauer-Stiftung (KAS) und Vertrauensdozent der KAS für Studierende der TU Darmstadt. Ferner war er Wissenschaftlicher Beirat beim Bund für Lebensmittelrecht und Lebensmittelkunde und Wissenschaftlicher Beirat für neuartige Lebensmittel beim Bundesinstitut für gesundheitlichen Verbraucherschutz und Veterinärmedizin. Er war Mitglied in der Senatskommission der Deutschen Forschungsgemeinschaft zum Themenbereich Gesundheitliche Unbedenklichkeit von Lebensmitteln, Beirat für Biotechnologie der Bundesforschungsanstalt Karlsruhe und Beirat im Verein Junger Biotech-Unternehmer.
Zeitweise war Gassen Mitglied der Stadtverordnetenversammlung in Darmstadt.

## Schriften (Auswahl)
- mit Anne Lang: Chemical and Enzymatic Synthesis of Gene Fragments. Verlag Chemie, Weinheim 1982.

- mit Andrea Martin und Gabriele Sachse: Der Stoff aus dem die Gene sind. Bilder und Erklärungen zur Gentechnik. J. Schweitzer Verlag, München 1990.

- Gentechnologie – der Profit für die Multis, das Risiko für die Bürger. In: Roland Schaeffer et al. (Hrsg.): Ist die technisch-wissenschaftliche Zukunft noch demokratisch beherrschbar? Heinrich Böll-Stiftung, Berlin 1990.

- mit Michael Kemme: Gentechnik – Die Wachstumsbranche der Zukunft. Fischer Taschenbuch, Frankfurt 1996.

- mit Sabine Minol: Gentechnik. Einführung in Prinzipien und Methoden. Gustav Fischer, Stuttgart 1996.

- mit A. Frey: Die chemischen Prinzipien des Lebens. In: Wilhelm Seyfert et al.: Lehrbuch der Genetik. Gustav Fischer Verlag, Stuttgart 1998.

- Die Rolle der Biologie in der künftigen Industrieproduktion: Gentechnik und Bionik als Wegbereiter. Katalog zur Ausstellung Genwelten in der Kunst- und Ausstellungshalle der BRD, 1998.

- Gentechnik in Landwirtschaft und Lebensmittelerzeugung – Möglichkeiten und Risiken. In: Hartmut Dunkelberg (Hrsg.): Lebensmittel durch Gentechnik? Haag und Herchen, Frankfurt am Main 1999.

- mit Gangolf Schrimpf: Gentechnische Methoden, eine Sammlung von Arbeitsanleitungen für das molekularbiologische Labor. Spektrum Verlag, Heidelberg 1999.

- mit Sabine Minol: Unbekanntes Wesen Gehirn. Media Team, Darmstadt 2004.

- mit Sabine Minol: Die Menschen Macher: Sehnsucht nach Unsterblichkeit. Verlag Chemie, Weinheim 2006.

- Dein Gehirn: Denken, Fühlen, Handeln. Wissenschaftliche Buchgesellschaft, Darmstadt 2008.

- Dein Gehirn: Denken, Fühlen, Handeln. Edition Weltkulturerbe, Völklinger Hütte, 2009.

- Überlegtes Essen als Gehirnfürsorge. In: Esther V. Schärer-Züblin (Hrsg.): Forschung und Ernährung – ein Dialog. Wiley-Blackwell, Weinheim 2009.

- Perfekt und unsterblich – Wie weit wollen wir gehen. In: Volker Gerhardt und Dietmar Schulte (Hrsg.): Faszination Leben. Heinz Nixdorf MuseumsForum, Wilhelm Fink, München 2010.

- Das Vierte Quartal: Wie und warum sich unser Körper im Alter verändert. Wissenschaftliche Buchgesellschaft, Darmstadt 2011.

- Hirnforschung – ein Blick hinter den Schädel In: Alfred Wieczorek und Wilfried Rosendahl (Hrsg.): Kopf und Schädel in der Kulturgeschichte des Menschen. Curt-Engelhorn-Stiftung, Mannheim 2011.

- Unser mörderisches Erbe – Wie das Böse in unsere Köpfe kam. Wissenschaftliche Buchgesellschaft, Darmstadt 2013.

- Mörderisches Erbe. Wie das Böse in unsere Köpfe kam. Primus Verlag, Darmstadt 2013, ISBN 978-3-86312-374-1